# Xocotla, Zoquitlán
Xocotla är en ort i Mexiko.   Den ligger i kommunen Zoquitlán och delstaten Puebla, i den sydöstra delen av landet, 260 km öster om huvudstaden Mexico City. Xocotla ligger 812 meter över havet och antalet invånare är 359.
Terrängen runt Xocotla är bergig söderut, men norrut är den kuperad. Terrängen runt Xocotla sluttar österut. Runt Xocotla är det ganska tätbefolkat, med 96 invånare per kvadratkilometer. Närmaste större samhälle är Huitzmaloc, 5,2 km väster om Xocotla. I omgivningarna runt Xocotla växer i huvudsak städsegrön lövskog.